# Cantarana
Cantarana (Cantaran-a en piemontès) és un municipi situat al territori de la província d'Asti, a la regió del Piemont (Itàlia).
Limita amb els municipis de Dusino San Michele, Ferrere, San Damiano d'Asti, Tigliole, Valfenera i Villafranca d'Asti.
Pertanyen al municipi les frazioni d'Arboschio, Bonoma, Bricco Barrano, Bricco dell'Oca, Bricco Grosso, Bricco Morra, Concentrico, Montalbruto, Palazzasso, Preglio, Contado di Serralunga, Serramezzana, Torrazzo i Valle Audenino.

## Galeria fotogràfica

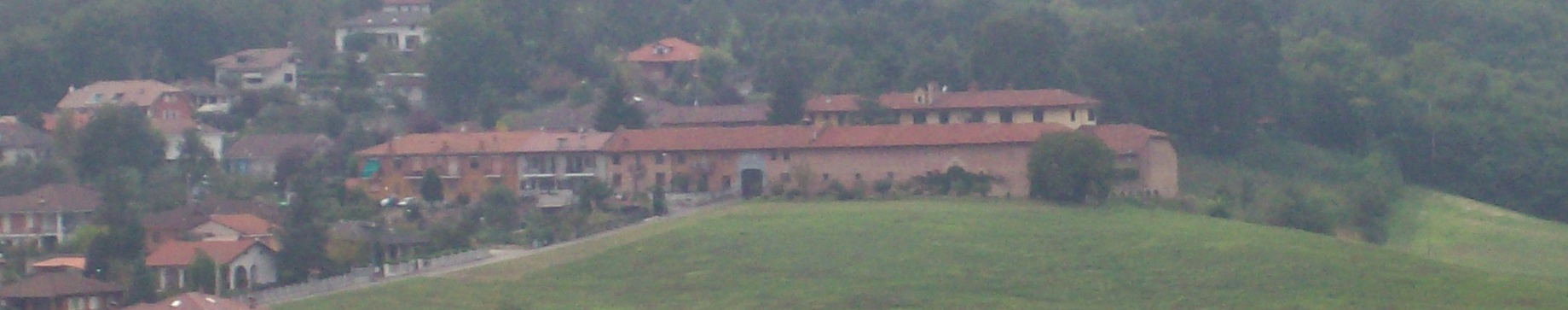
El Palazzano
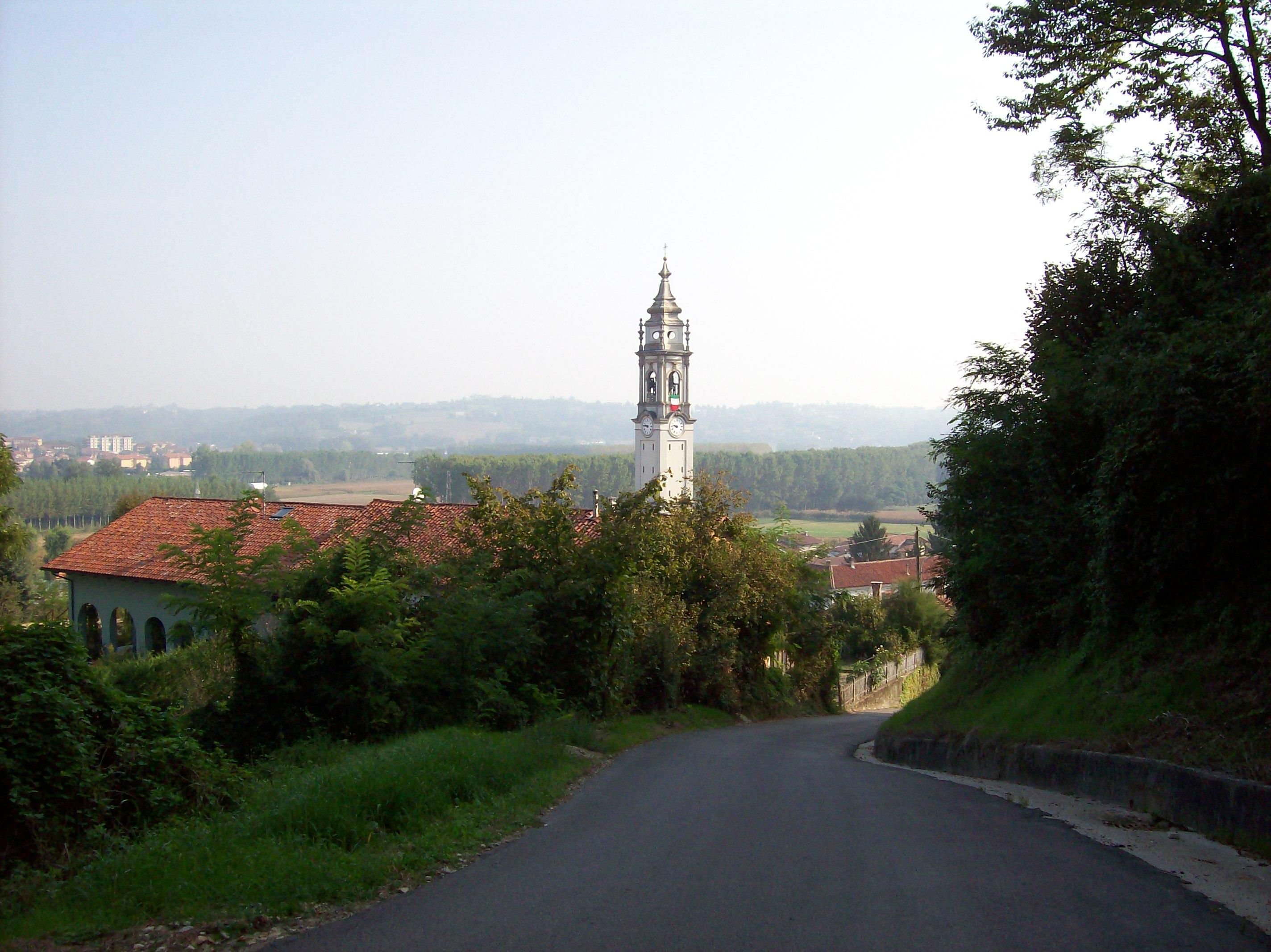
Vista del poble
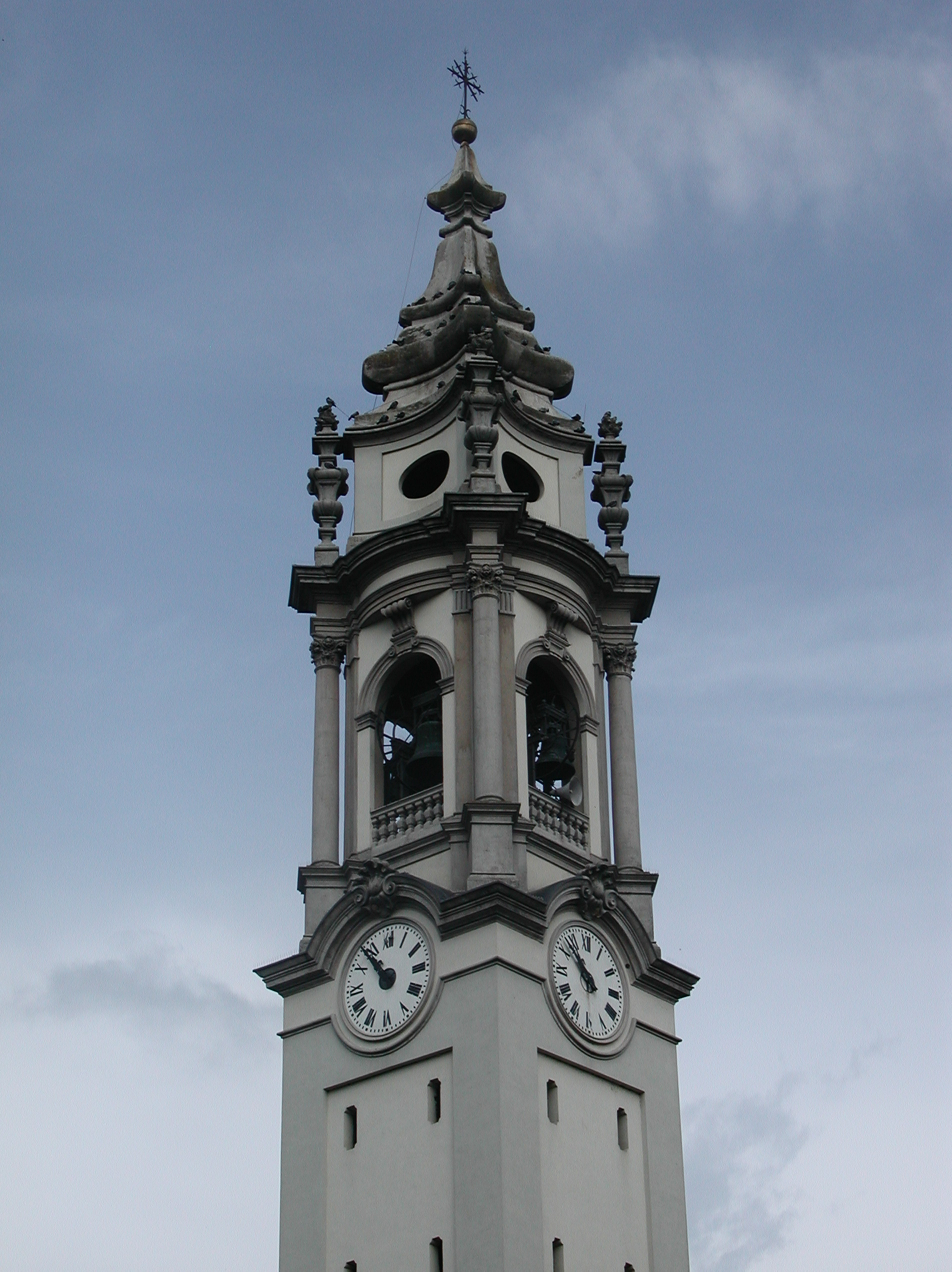
Campanar
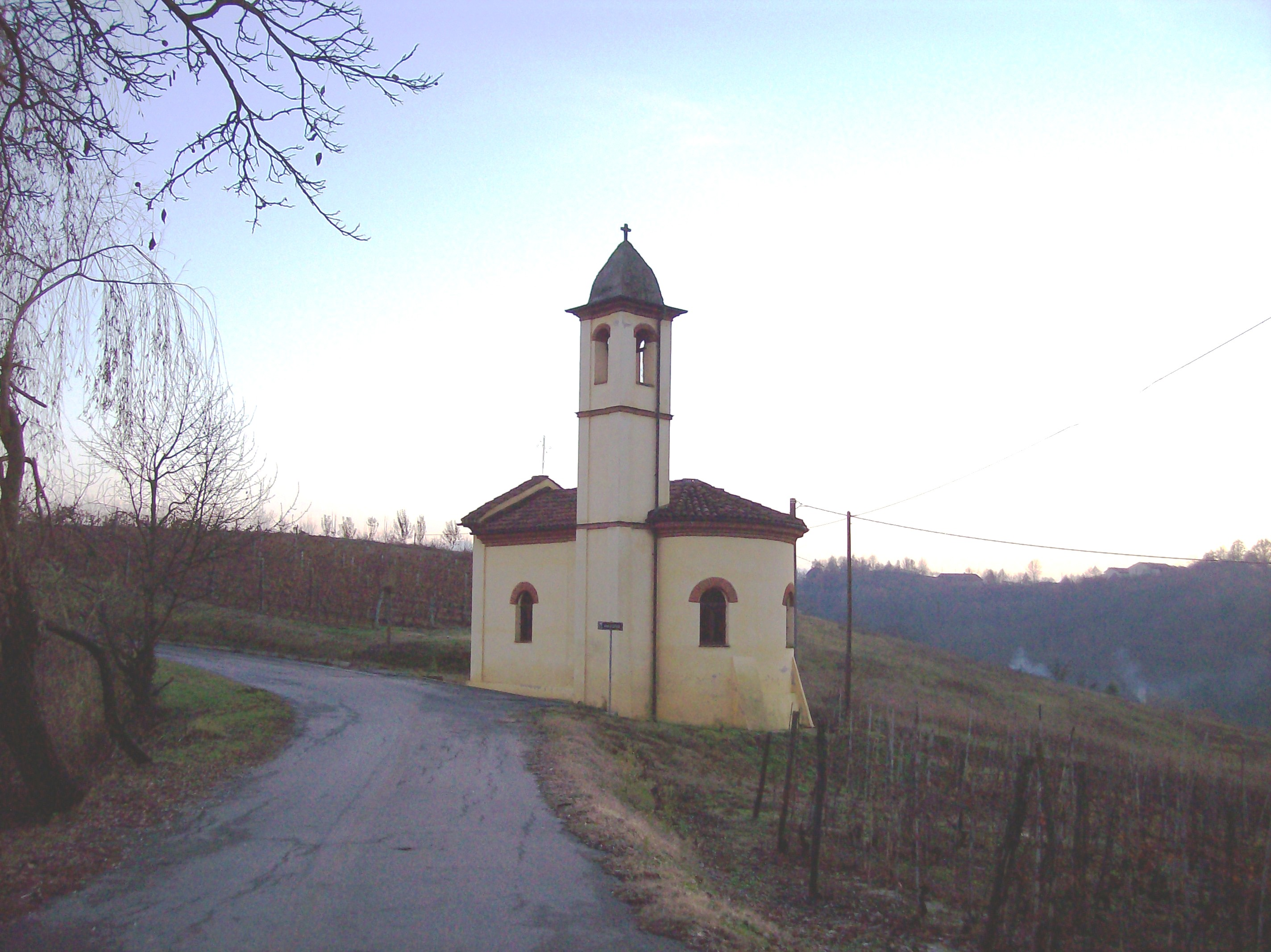
Església de la SS. Trinitat